# Ma io vivo
Ma io vivo è un album musicale di Franco Califano, pubblicato nel 1994 prodotto e arrangiato da Alberto Laurenti

## Tracce
- Giovani (Franco Califano, Alberto Laurenti, Antonio Gaudino)
- Razza bastarda (Franco Califano, Alberto Laurenti)
- Napoli (Franco Califano, Alberto Laurenti, Antonio Gaudino)
- Vino bianco vino nero (Franco Califano, Alberto Laurenti)
- Grandi nell'addio (Franco Califano, Alberto Laurenti)
- Vattene (Franco Califano, Alberto Laurenti, Francesco Palazzolo)
- Fori la porta (Franco Califano, Alberto Laurenti)
- Fenomeno (Franco Califano, Alberto Laurenti)
- Platonia (Franco Califano, Alberto Laurenti, Paolo Corbi)
- Coccole (Franco Califano)